# Meilenstein (Frößnitz)

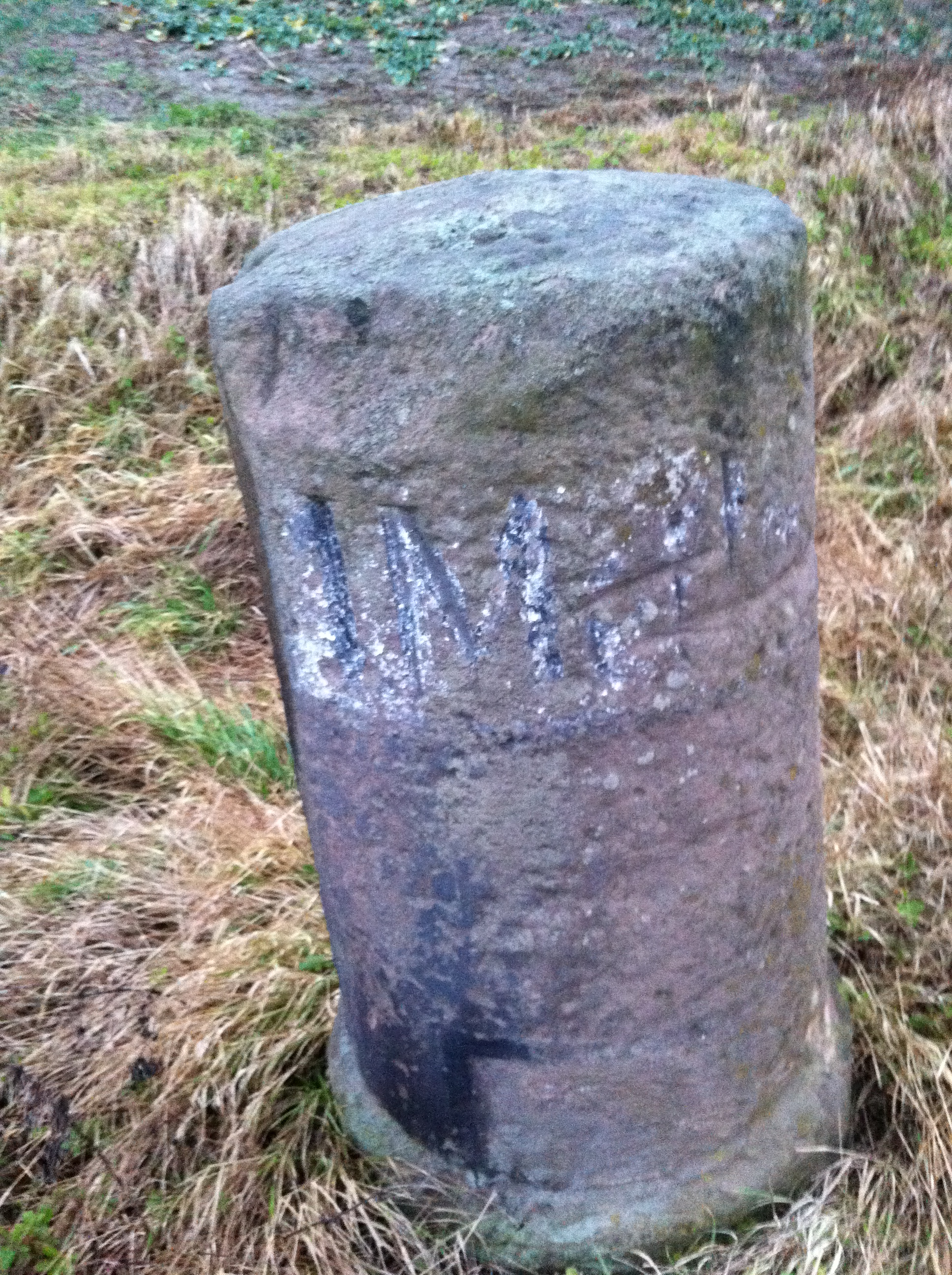
Distanzstein bei Frößnitz

Der Meilenstein von Frößnitz ist ein denkmalgeschützter Meilenstein auf dem Gebiet des Ortsteiles Frößnitz der Gemeinde Petersberg in Sachsen-Anhalt. Im örtlichen Kulturdenkmalverzeichnis ist der Meilenstein unter der Erfassungsnummer 094 56509 als Kleindenkmal und im örtlichen Bodendenkmalverzeichnis unter der Erfassungsnummer 428300282 als Bodendenkmal eingetragen.
Beim Meilenstein südlich von Frößnitz handelt es sich um einen Rundelsockelstein. Mit Sockel ist der Stein 1,10 Meter hoch und hat einen Durchmesser von 50 Zentimeter. Er steht an der alten Chaussee von Halle nach Magdeburg, vor dem Bau der Magdeburger Chaussee der heutigen Bundesstraße 6, und wurde vom Königreich Preußen errichtet. Da der Meilenstein 7,5 km, was einer preußischen Meile entspricht, vom Denkmalplatz in Halle-Trotha entfernt steht, handelt es sich um einen Ganzmeilenstein. Auf dem Denkmalplatz in Halle-Trotha markiert ein Kriegerdenkmal den Nullpunkt. Rundsockelsteine wurden laut Harald Meller zwischen 1835 und 1872 errichtet, das genaue Jahr der Errichtung des Steines ist nicht bekannt. Die Inschrift 1 Meile ist kaum noch erkennbar.